# Kościół Wniebowzięcia Najświętszej Maryi Panny oraz św. Jana Chrzciciela i św. Jana Ewangelisty w Lwówku
Kościół Wniebowzięcia Najświętszej Maryi Panny oraz św. Jana Chrzciciela i św. Jana Ewangelisty w Lwówku znajduje się w pobliżu rynku, przy ul. Pniewskiej.

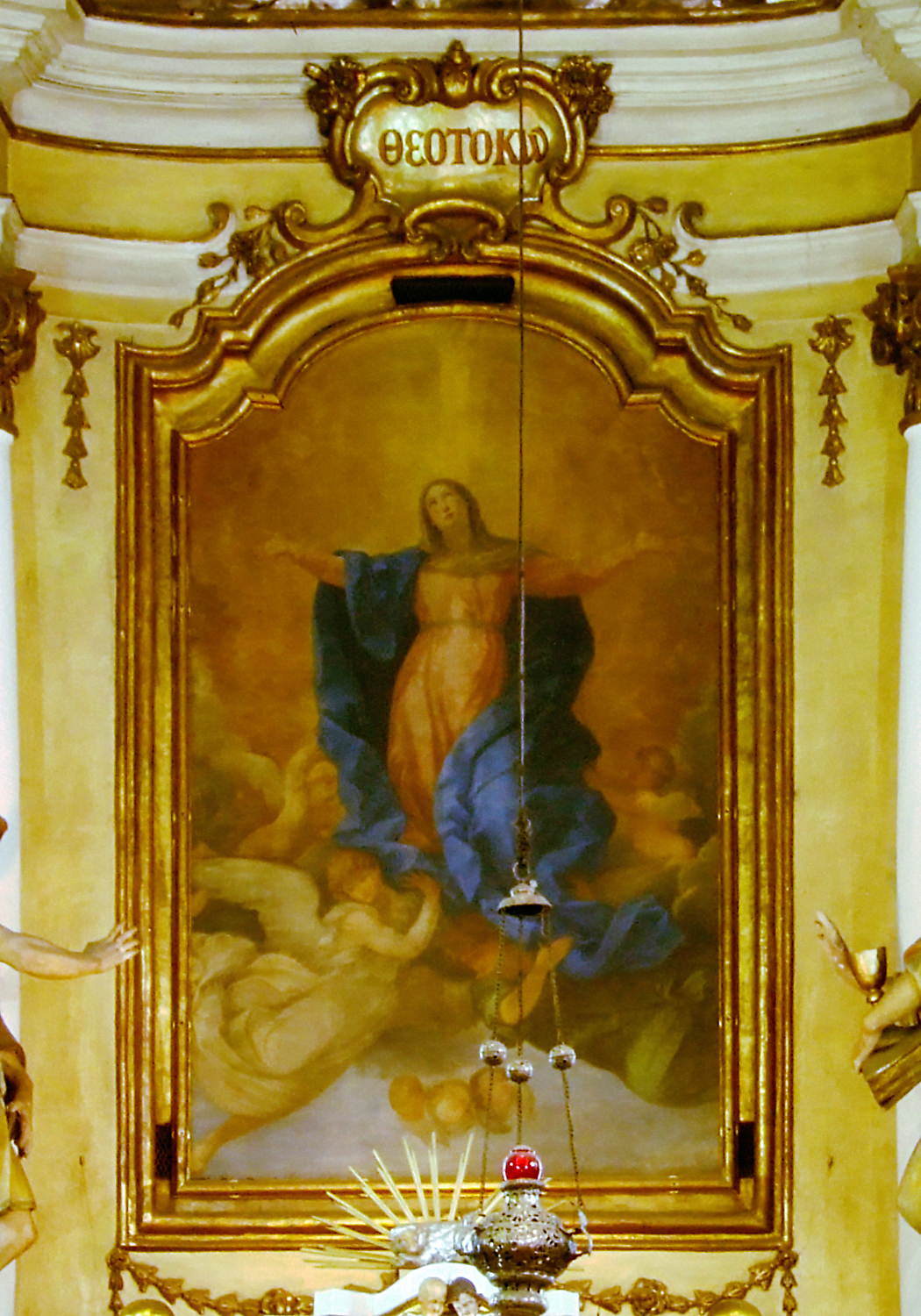
Obraz "Wniebowzięcie NMP" z 1860 r. pędzla Władysława Simona w ołtarzu głównym

Kościół został wybudowany w II poł. XV w. i ulegał kilkukrotnym przebudowom. Na początku XVI wieku z fundacji Ostrorogów konstrukcję drewnianą zastąpiono murowaną. Z zewnątrz i wewnątrz świątynia reprezentuje styl gotycki. Kościół wieńczą dwie wieże. Mniejsza z nich, nad prezbiterium, po remoncie w 1776 kryta gontem, druga na pewno istniała przed 1636, gdy została uszkodzona wskutek pożaru (później znowu w 1696 i 1783).
Kościół jest orientowany, halowy, czteronawowy (z krótszą nawą północną) oraz z obszerną kruchtą od południa. Kryty sklepieniami: krzyżowym w nawie głównej i prezbiterium oraz gwiaździstym w nawach bocznych, kruchcie, kaplicy i zakrystii.
Wyposażenie wnętrza późnobarokowe z XVIII w. Zachowały się jedynie pojedyncze elementy z czasu wzniesienia świątyni. 
W ołtarzu głównym obraz Wniebowzięcia NMP (Władysław Simon, 1860). Polichromie we wnętrzu pędzla Henryka Nositza-Jackowskiego pochodzą z roku 1929. Na zewnątrz, przy południowej kruchcie kamienna rzeźba MB Niepokalanej (1880-1890). Nieco na pn. od kościoła znajduje się kaplica św. Józefa (osobny budynek), murowana z żółtej cegły, częściowo otynkowana. Jest to dawna kaplica grobowa Tyszkiewiczów. Kaplica ma formę architektoniczną (miniaturowej) trzynawowej bazyliki wczesnochrześcijańskiej.
Kościół został odnowiony w latach 1982-1983. W otoczeniu rosną pomnikowe lipy.